# Steve Henry
Steve Henry (* 8. Oktober 1953 im Daviess County, Kentucky) ist ein US-amerikanischer Politiker. Zwischen 1995 und 2003 war er Vizegouverneur des Bundesstaates Kentucky.

## Werdegang
Im Jahr 1972 absolvierte Steve Henry die Owensboro Senior High School. Nach einem anschließenden Medizinstudium an der University of Louisville und seiner Zulassung als Arzt begann er als Orthopäde zu arbeiten. Gleichzeitig schlug er als Mitglied der Demokratischen Partei eine politische Laufbahn ein.
1995 wurde Henry an der Seite von Paul E. Patton zum Vizegouverneur von Kentucky gewählt. Dieses Amt bekleidete er nach einer Wiederwahl im Jahr 1999 zwischen 1995 und 2003. Dabei war er Stellvertreter des Gouverneurs. Im Jahr 1998 kandidierte er erfolglos in den Vorwahlen seiner Partei für den US-Senat. Zwischen 1996 und 2001 war er gleichzeitig noch Dozent für Medizin an der University of Louisville. Im August 2000 nahm er als Delegierter an der Democratic National Convention in Los Angeles teil. 2007 bewarb er sich vergebens um die demokratische Nominierung für die anstehenden Gouverneurswahlen.
Steve Henrys Laufbahn war nicht frei von Konflikten mit dem Gesetz. Mehrfach wurde ihm Betrug im Zusammenhang mit Abrechnungen als Hochschullehrer an der University of Louisville vorgeworfen. 2003 zahlte Henry nach einem Urteil 162.000 Dollar zurück. Später wurde auch noch seine Wahlkampffinanzierung im Jahr 2007 einer Prüfung unterzogen. Hierbei ergaben sich Verstöße gegen bestehende Gesetze. Er wurde zu einer Geldstrafe von 500 Dollar und zwölf Monaten Haft auf Bewährung verurteilt.